# Savigny-sur-Ardres
Savigny-sur-Ardres é uma comuna francesa na região administrativa do Grande Leste, no departamento de Marne. Estende-se por uma área de 8.95 km², e possui 269 habitantes, segundo o censo de 2018, com uma densidade de 30 hab/km².